# Gata, Norge
Gata är en tätort i Stange kommun i Innlandet fylke i östra Norge.
Tidigare har orten tillhört dåvarande Romedals kommun i Hedmark fylke.